# 6.º distrito electoral de Chile
El sexto distrito electoral de Chile es un distrito electoral ubicado en la Región de Valparaíso que elige ocho diputados para la Cámara de Diputados de Chile. Fue creado en 2018 a partir de los antiguos décimo, undécimo y duodécimo distritos. Según el censo de 2017, posee 939 258 habitantes.

## Composición
| Comuna        | Población (2017) |
| ------------- | ---------------- |
| La Ligua      | 35 390           |
| Petorca       | 9 826            |
| Cabildo       | 19 388           |
| Zapallar      | 7 339            |
| Papudo        | 6 356            |
| Villa Alemana | 126 548          |
| Quilpué       | 151 708          |
| Quintero      | 31 923           |
| Puchuncaví    | 18 546           |
| Quillota      | 90 517           |
| Nogales       | 22 120           |
| Hijuelas      | 17 988           |
| La Calera     | 50 554           |
| La Cruz       | 22 098           |
| Limache       | 46 121           |
| Olmué         | 17 516           |
| San Felipe    | 76 844           |
| Panquehue     | 7 273            |
| Catemu        | 13 998           |
| Putaendo      | 16 754           |
| Santa María   | 15 241           |
| Llay-Llay     | 24 608           |
| Los Andes     | 66 708           |
| Calle Larga   | 14 832           |
| San Esteban   | 18 855           |
| Rinconada     | 10 207           |

## Representación
| 4 | 2 | 1 | 1 |

| 2 | 1 | 1 | 2 | 2 |

### Diputados
| Pactos y partidos políticos |
| --- |
| Chile Vamos La Fuerza de la Mayoría Convergencia Democrática Frente Amplio Chile Podemos + Partido Republicano Partido de la Gente Nuevo Pacto Social Apruebo Dignidad |

| Periodo | Diputado | Diputado             | Diputado | Diputado                | Diputado              | Diputado | Diputado | Diputado               | Diputado             | Diputado                 | Diputado         | Diputado | Diputado               | Diputado              | Diputado | Diputado                     | Diputado                    | Diputado | Diputado | Diputado                        | Diputado | Diputado | Diputado              | Diputado | Mandato                                 |
| ------- | -------- | -------------------- | -------- | ----------------------- | --------------------- | -------- | -------- | ---------------------- | -------------------- | ------------------------ | ---------------- | -------- | ---------------------- | --------------------- | -------- | ---------------------------- | --------------------------- | -------- | -------- | ------------------------------- | -------- | -------- | --------------------- | -------- | --------------------------------------- |
| LV      |          | Camila Flores Oporto |          |                         | Pablo Kast Sommerhoff |          |          | Andrés Longton Herrera |                      |                          | Luis Pardo Sáinz |          |                        | Carolina Marzán Pinto |          |                              | Marcelo Schilling Rodríguez |          |          | Daniel Verdessi Belemmi         |          |          | Diego Ibáñez Cotroneo |          | 11 de marzo de 2018-11 de marzo de 2022 |
| LVI     |          | Camila Flores Oporto |          | Chiara Barchiesi Chávez |                       |          |          | Andrés Longton Herrera | Gaspar Rivas Sánchez | Logo_Partido_de_la_Gente |                  |          | Nelson Venegas Salazar | Carolina Marzán Pinto |          | María Francisca Bello Campos |                             |          |          | 11 de marzo de 2022-En el cargo |          |          | Diego Ibáñez Cotroneo |          |                                         |